# Kampungbaru (Tanjunganom)
Kampungbaru is een bestuurslaag in het regentschap Nganjuk van de provincie Oost-Java, Indonesië. Kampungbaru telt 9459 inwoners (volkstelling 2010).